# 마르콜리노 칸다우
마르콜리노 칸다우(Marcolino Gomes Candau, 1911년 1월 23일 ~ 1983년 1월 23일)는 브라질의 의사이다. 브록 치좀에 이어서 세계보건기구의 제2대 사무총장을 역임하였다. 20년 간 WHO의 수장을 지내며 현재까지 최장수 사무총장으로 꼽히고 있다.

## 같이 보기
- 국제보건